# Idaho Vandals

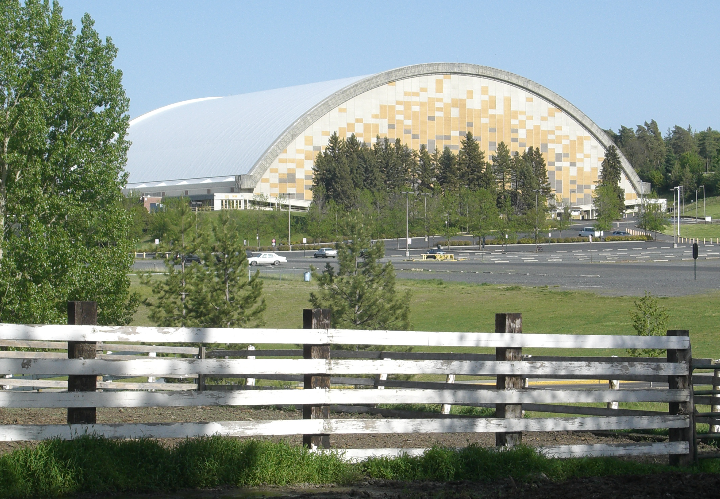
Kibbie Dome (Cowan Spectrum en baloncesto).

Idaho Vandals (español: Vándalos de Idaho) es el equipo deportivo de la Universidad de Idaho, situada en Moscow, Idaho. Los equipos de los Vandals participan en las competiciones universitarias organizadas por la NCAA, y forma parte de la Big Sky Conference, salvo en el fútbol americano, que lo hace en la Sun Belt Conference.

## Programa deportivo
Los Vandals participan en las siguientes modalidades deportivas:
| - Masculino - Atletismo - Baloncesto - Fútbol americano - Golf - Tenis - Cross | - Femenino - Baloncesto - Cross - Golf - Natación - Tenis - Atletismo - Voleibol - Fútbol |

## Baloncesto
Tan solo 4 jugadores ha dado la Universidad de Idaho a la NBA, destacando entre todos ellos el exjugador de los Baltimore Bullets, el fallecido Gus Johnson, 5 veces All Star. Los líderes estadísticos de la universidad son:
- Puntos

1. Orlando Lightfoot (1991-94) 2012
2. Brian Kellerman (1980-83) 1585
3. Kenny Luckert (1985-88) 1571
4. Kyle Barone (2009-13) 1431
5. Strve Weist (1973-76) 1357

- Rebotes

1. Deon Watson (1980-84) 877
2. Kyle Barone (2009-13) 869
3. Dwight Morrison (1952-54) 791
4. Orlando Lightfoot (1991-94) 766
5. Phil Hopson (1980-83) 733

- Asistencias

1. Brian Kellerman (1980-83) 390
2. Mac Hopson (2008-10) 349
3. Bill Hessing (1977-1979) 312
4. Tanoris Shepard (2002-06) 300
5. Don Newman (1978-80) 281